# Dani Futuro
Dani Futuro tambe conegut com Dani Blancor,  és un personatge de ficció, de còmic. Els seus creadors són Víctor Mora, al guió i Carlos Giménez, al dibuix. A la revista de còmics, Gaceta Junior, fou la primera publicació on amb una història de quatre pàgines es publica per primera vegada a finals del 1969. Dani Futuro és el fill d'un científic del Segle XX, després que l'avio en què viatjava s'estavelli i caigui a una escletxa al gel, el seu cos queda congelat, en estat d'hibernació. Dos-cents anys més tard troben el seu cos i el fan reviure. En Dani, es troba amb un futur absolutament diferent de com ell el coneixia i comença'n les seves aventures.

## Biografia de Ficció
Daniel Blancor és el fill del científic Ricardo Blancor. Quan en Dani que tenia 15 anys, anava al pol nord a passar uns dies a la base on el seu pare estava treballant, l'avio en què viatjava s'estavella dins una escletxa del gel, Dani no mor però queda en estat d'hibernació, durant 135 anys, això passa al segle xx, i no és fins a l'any 2104, Segle XXII, que troben el seu cos, gràcies als coneixements d'un altre científic el doctor Dosian, Dani aconsegueix renéixer.
El món amb què es troba és completament diferent del seu, la humanitat ha pogut erradicar la majoria dels mals que patien però el futur no és un futur idíl·lic, i continuen havent-hi injustícies i batalles on cal combatre. Aquestes batalles tenen lloc a les estrelles a bord de la nau Galaktos, o bé a terra ferma en algun planeta llunyà, on Dani fent gala d'un esperit justicier i altruista s'enfronta amb companyia de la bella Iris, al mal, i a les injustícies, això el porta a viure aventures que posaran a prova la seva valentia, el seu enginy i la seva vàlua.

## Personatges secundaris
Iris, és una noia de l'edat del Dani, amb la qui comparteix les seves aventures, al Dani i a l'Iris els uneix quelcom mes que una simple amistat. Iris és la neboda del doctor Dosian, és una noia jove i bonica d'aparença dolça i fràgil, però malgrat la seva aparença l'Iris és una noia decidida que no té por d'enfrontar-se a res i que en algunes ocasions i a diferència d'alguns personatges femenins del còmic, passa per endavant del Dani. Iris és també la guia del Dani en aquest nou món. Així doncs, són dos personatges que es complementen entre ells donant-li a la col·lecció un equilibri perfecte.
Doctor Dosian, és un biòleg especialitzat amb mort aparent. La seva especialitat és la que fa possible que Dani Futuro, faci amb èxit el procés d'anabiosi, Dosian és un membre d'una Organització de Nacions Unides a escala interplanetària. També és investigador, ecologista i a un àmbit més personal l'oncle de l'Iris. Se'l reconeix per un característic Turbant.
Jorge és un robot, però no pas un robot convencional, el seu aspecte molt poc semblant als humans ja el fa diferent d'altres robots, té un cos cilíndric a sobre d'una plataforma amb forma de plat d'on en surten quatre suports amb quatre rodes. Per altra banda té sentit de l'humor, es riu dels altres i de si mateix. De fet és un dels personatges còmics de la sèrie. A l'etapa franco-belga del còmic s'anomena, Jules.
Lia, és l'ajudant del Doctor Dosian, és una altra de les persones que fan possible amb les seves atencions, la recuperació de Dani.
Capitán Bongo, és el capità de la nau intergalàctica Galatxos.
Capitan Repollo, aquest capita, ho és d'una nau absolutament atrotinada.
Galaktos, aquest és el nom de la nau amb la qual en Dani Futuro i els seus companys es desplacen per l'espai.

## Autors
Dibuix:Carlos Giménez (Madrid, 16 de març de 1941) és un autor de còmic que ha reflectit la seua biografia en la seua obra. Així, la seua infantesa a les llars de l'Auxilio Social a l'Espanya de la postguerra es reflectirà més tard en la seua sèrie Paracuellos. De les seues primeres experiències com a dibuixant crearà la sèrie Los Profesionales.
Guió:Víctor Mora (Barcelona, 6 de juny de 1931) és un escriptor, traductor i guionista de còmics català. El personatge de còmic pel qual és més conegut és el Capitán Trueno.

## Publicacions
Aquest personatge, també s'ha publicat en Català, a la revista Tretzevents.
| Publicació             | Any de Publicació | Editorial                                                             | Als números                     | Notes            |
| ---------------------- | ----------------- | --------------------------------------------------------------------- | ------------------------------- | ---------------- |
| L'INFANTIL TRETZEVENTS | 1970              | Editorial Seminari de Solsona / Publicacions de l'Abadia de Monserrat | 159,160,161,162,163,164,166,167 | Editat en català |
| Gaceta Junior          | 1968-1970         | Universo Infantil, S. A                                               | 1,2,75,76,77,78,79,80,81        |                  |
| Dani Futuro            | 1997-1998         | Planeta de Agostini, S. A.                                            | 1 al 7                          |                  |

(L'any és el corresponent a l'edició del primer número de la publicació)